# Hypnum repens
Hypnum repens là một loài Rêu trong họ Hypnaceae. Loài này được (Brid.) Pollini ex Lam. & DC. mô tả khoa học đầu tiên năm 1805.